# Ryszard Zacharski
Ryszard Leopold Zacharski (ur. 16 lutego 1886 w Jeziernej, zm. 24 maja 1979 w Penley) – doktor nauk medycznych, lekarz dermatolog, podpułkownik lekarz Wojska Polskiego.

## Życiorys

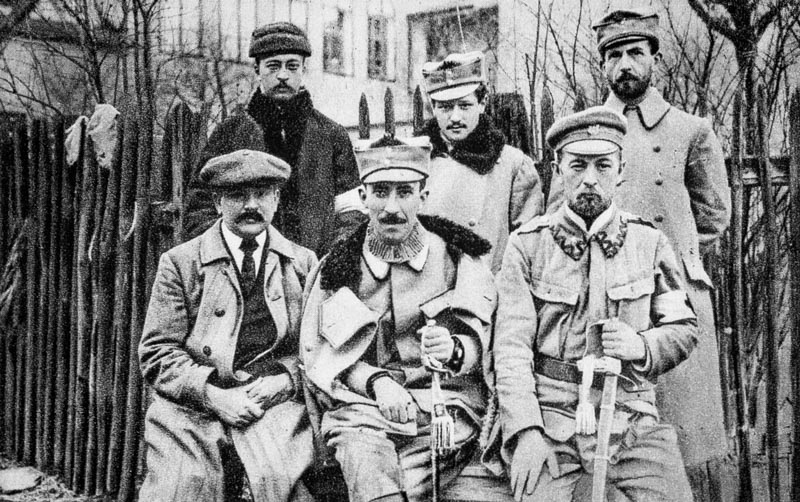
Lekarze I Brygady Legionów Polskich. U góry w środku dr Ryszard Zacharski. Pod nim dr Emil Bobrowski

Urodził się 16 lutego 1886 w Jeziernej jako syn Kazimierza (niższy urzędnik kolejowy). W 1906 ukończył osiem klas w C. K. Gimnazjum Męskim w Sanoku bez zdania egzaminu dojrzałości (w jego klasie byli m.in. Michał Drwięga, Marian Placzek, Bronisław Polityński Michał Stepek, Tadeusz Zaleski). Został absolwentem studiów medycznych z 1913. Uzyskał tytuł doktora nauk medycznych. Po wybuchu I wojny światowej wstąpił do Legionów Polskich. Wraz z tzw. kompanią wiedeńską przydzielony do 1 pułku piechoty w ramach III Brygady. 11 października 1914 został awansowany do stopnia podporucznika lekarza. W tej randzie do stycznia 1915 służył jako lekarz pułku w VI batalionie. Potem skierowany do szpitala w Kętach, a następnie od 1915 był lekarzem I batalionu 4 pułku piechoty, biorąc udział w kampanii na Lubelszczyźnie i Wołyniu. 1 listopada 1915 został awansowany do stopnia porucznika lekarza. Później pracował w szpitalu w Tarnowie (1917), następnie na stanowiska lekarza komisji poborowej Powiatowego Urzędu Ziemskiego w Sieradzu. 1 sierpnia 1917 płk Leon Berbecki wskazał go do awansowania do stopnia kapitana. Po kryzysie przysięgowym wstąpił do Polskiego Korpusu Posiłkowego i był lekarzem w 2 pułku piechoty.
Po zakończeniu wojny i odzyskaniu przez Polskę nieodległości wstąpił do Wojska Polskiego. Został awansowany do stopnia majora lekarza ze starszeństwem z dniem 1 czerwca 1919. Odkomenderowany jako oficer przydzielony do stanu pułku z innego korpusu osobowego pełnił funkcję starszego lekarza pułku w 10 pułku saperów w garnizonie Przemyśl od 1923 do 1925. W 1923 pozostawał oficerem nadetatowym 10 batalionu sanitarnego. Później pracował w Szpitalu Okręgowym nr X w Przemyślu (1928). Został awansowany do stopnia podpułkownika lekarza ze starszeństwem z dniem 1 stycznia 1930. W korpusie oficerów sanitarnych lekarzy był zweryfikowany w 1930 z lokatą 54, a w 1931 z lokatą 42. Następnie pracował w Szpitalu Okręgowym nr VI we Lwowie (1932). W tym mieście był członkiem Towarzystwa Lekarzy Polskich. W 1933 brał udział w XIV Zjeździe Lekarzy i Przyrodników Polskich w Poznaniu. Według stanu z marca 1939 w stopniu podpułkownika był starszym ordynatorem oddziału chirurgicznego 6 Szpitala Okręgowego. We Lwowie pracował jako lekarz dermatolog, do 1939 zamieszkiwał przy ulicy Chodkiewicza 8.
Po wybuchu II wojny światowej nadal był we Lwowie. W 1941 został w tym rejonie aresztowany przez Sowietów. Po zawarciu Układu Sikorski-Majski został zwolniony. Wstąpił do Polskich Sił Zbrojnych w ZSRR. Był szefem sanitarnym w 5 Kresowej Dywizji Piechoty.
Po wojnie i zdemobilizowaniu pozostał na emigracji w Wielkiej Brytanii. Zamieszkiwał przy ulicy 167 Fordwych Road w Londynie.
Zmarł 24 maja 1979 w szpitalu w Penley. Został pochowany na cmentarzu w Wrexham.

## Ordery i odznaczenia
- Krzyż Niepodległości (6 czerwca 1931)[23][24]
- Krzyż Walecznych (dwukrotnie)
- Złoty Krzyż Zasługi (10 listopada 1928)[25]